# Литература на языке африкаанс

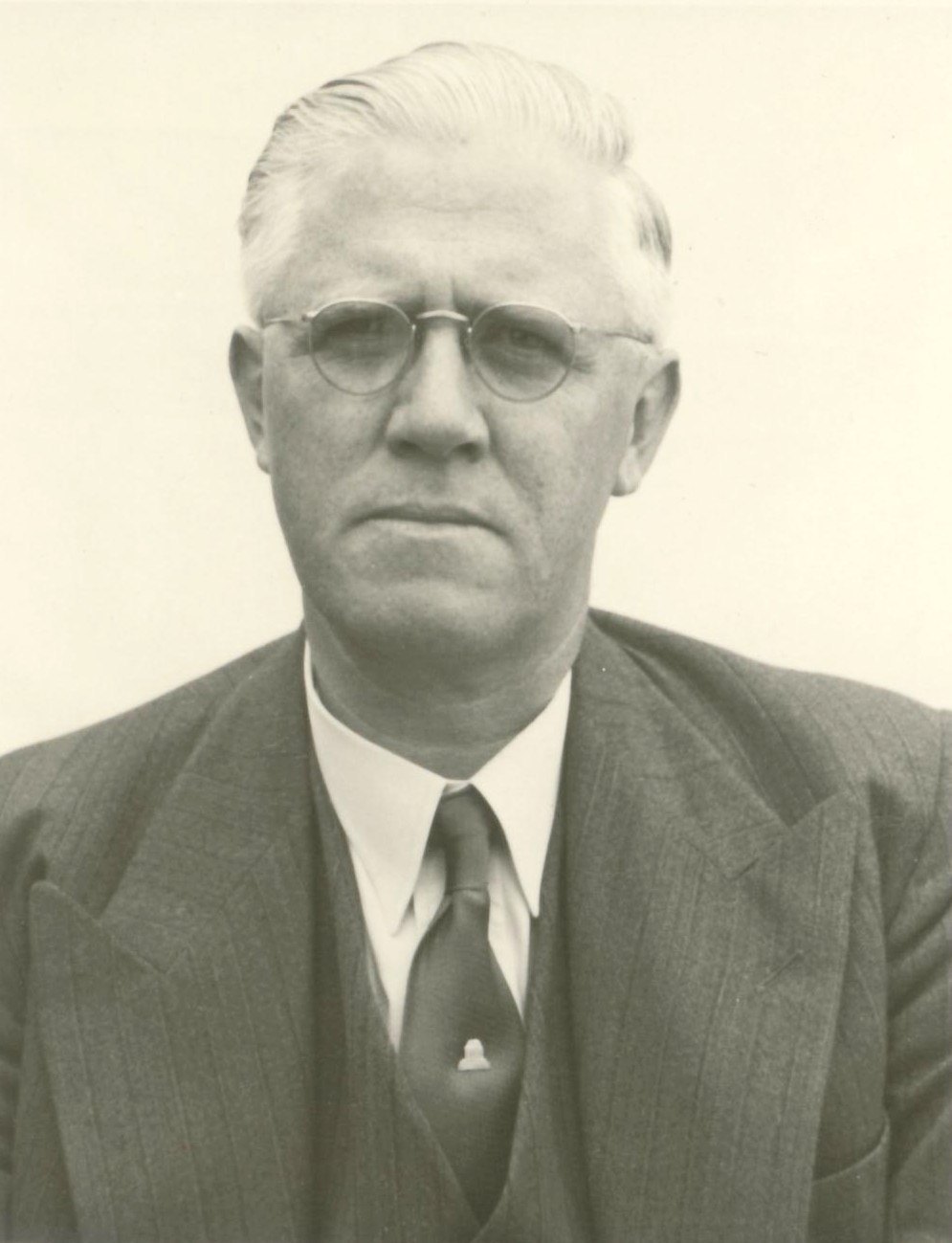
Пьер де Вильерс Пиенаар — южноафриканский ученый изучавший африкаанс

Литература на африкаанс — это литература, написанная на языке африкаанс. Африкаанс происходит от нидерландского языка; на африкаанс говорит большинство жителей Западно-Капской провинции
ЮАР, а также африканеры и цветные южноафриканцы в других частях Южной Африки, Намибии, Зимбабве, Ботсване, Лесото и Эсватини. Африкаанс исторически был одним из двух официальных языков ЮАР, другим был английский, но в настоящее время он имеет статус «официального языка» наряду с десятью другими языками.
Некоторые известные авторы литературы на африкаанс — Андре П. Бринк, Брейтен Брейтенбах, Н. П. ван Вейк Лоу, Деон Мейер, Дален Мэтти, Хенни Аукамп, Джоан Хэмбидж, Ингрид Йонкер. Многие авторы, писавшие на африкаанс, были ключевыми противниками апартеида.

## История
Африкаанс может претендовать на те же литературные корни, что и современный нидерландский, поскольку оба языка происходят из голландского языка XVII века. Одним из древнейших примеров письменности капских голландцев является стихотворение Lied ter eere van de Swellendamsche en diverse andere helden bij de bloedige actie aan Muizenberg in dato 7 Aug. 1795 (перевод: Песня в честь Свеллендам и различных других героев и кровавые действия людей) в то время как самой ранней публикацией на африкаанс, как правило, считается Zamenspraak tusschen Klaas Waarzegger en Jan Twyfelaar (перевод: Диалоги между Клаасом-прорицателем и Яном Твифааром) Л. Г. Меран в 1861 году и Uiteensetting van die godsdiens (перевод: Очерк религии) Абу Бакра Эфенди на арабский африкаанс в 1877 году.
Несмотря на то, что корни движения за язык африкаанс восходят к 1875 году, это движение не получило широкого распространения вплоть до заключения Феринихингского договора в 1902 году.
После победы Великобритании во Второй англо-бурской войне сэр Альфред Милнер, Королевский губернатор бывших бурских республик, предпринял попытку использовать как правительство, так и школьную систему, чтобы заставить африканеров говорить по-английски. В ответ на это африкаанс был стандартизирован как язык и впервые использовался в стандартной форме в мемуарах мужчинами, служившими в бурских коммандос, и женщинами, пережившими британские концентрационные лагеря. Кроме того, усилия Милнера заставить их стать британцами мобилизовали африканеров, чтобы вернуть контроль как над правительством, так и над системой образования.
Однако в период правления Национальной партии в 1948—1994 годах африканерская интеллигенция была одной из самых сильных оппозиционных сил правящей партии, и наиболее известные авторы на африкаанс открыто критиковали внутреннюю и внешнюю политику правительства.
Одним из первых африканерских интеллектуалов, выступивших против Национальной партии, был Эйс Криге, который первым стал известен как один из дертигеров («писателей тридцатых годов»). Оппозиция Криге Национальной партии восходит к Гражданской войне в Испании, когда он страстно боролся за республиканскую сторону. Он написал Гимн фашистским бомбардировщикам в 1937 году, который вызвал яростные осуждения как со стороны крайних африканерских националистов, так и со стороны Католической Церкви в Южной Африке, которая выступала за сторону франкистов, ссылаясь на антикатолические религиозные преследования, совершаемые республиканскими силами (см. Красный террор (Испания)).
По словам Джека Коупа, лингвистический и литературный талант Криге в сочетании с его страстью к современной французской, испанской, итальянской и португальской литературе сделали его главным переводчиком с романских языков на африкаанс в течение XX века. Поэтому Криге оказал значительное влияние на всю последующую африкаанс литературу.
Эйс Криге перевёл многие произведения Уильяма Шекспира с Елизаветинского английского на африкаанс. Он также перевёл произведения Федерико Гарсиа Лорки, Пабло Неруды, Лопе де Веги и Хуана Рамона Хименеса с испанского языка, произведения Бодлера, Франсуа Вийона, Жака Превера, Артюра Рембо и Поля Элюара с французского, а также стихи Сальваторе Квазимодо и Джузеппе Унгаретти с итальянского языка.
Волнующая встреча Криге с латиноамериканской поэзией во время службы в южноафриканской армии в Каире во время Второй мировой войны также привела его к переводу поэзии Хасинто Фомбона-Пачано, Хосе Рамона Эредиа, Висенте Уидобро, Хорхе Карреры Андраде, Николаса Гильена, Сесара Вальехо, Жоржи ди Лима и Мануэля Бандейры на африкаанс как с испанского, так и с португальского языков.
Движение Сестигеров (шестидесятников) было важным объединением южноафриканских авторов, выступавших против Национальной партии и пытавшихся привнести в ЮАР литературу всего мира. Авторы, участвовавшие в движении, основали издательство «Таурус», печатавшее спорные произведения, которые правительство пыталось подвергнуть цензуре.
В своей биографии африканерской поэтессы Ингрид Йонкер Луиза Вильжоэн описала Сестигеров не иначе как «культурный бунт в самом сердце Африканерства».
В 1970 году, в разгаре правления Балтазара Форстера, подросток Антье Крог написала антирасистское стихотворение для её школьного журнала: Gee vir my 'n land waar swart en wit hand aan hand, vrede en liefde kan bring in my mooi land (Дайте мне землю, где чёрный и белый рука об руку могут принести мир и любовь в наши края), возмутившее её односельчан, говоривших на африкаанс и сообщество, поддерживающее Национальную партию, что привлекло национальные средства массовой информации к порогу её родителей.
Описанная её современницей Джоан Хэмбидж «как Пабло Неруда на африкаанс», Крог опубликовала свою первую книгу стихов, Dogter van Jefta (дочь Джефты) в возрасте семнадцати лет. В течение следующих двух лет она опубликовала второй сборник под названием: Januarie-suite (январская сюита). С тех пор она опубликовала ещё несколько томов, один на английском языке. Большая часть её поэзии посвящена любви, апартеиду, роли женщин и гендерной политике. Её стихи переведены на английский, голландский и несколько других языков.
Во время своего заключения режимом Национальной партии между 1975 и 1982 годами африканерский поэт и политический диссидент Брейтен Брейтенбах написал стихотворение «Ballade van ontroue bemindes» («Баллада о неверных любовниках»). Вдохновлённый стихотворением Франсуа Вийона «Баллада о дамах былых времён», Брейтенбах сравнивал африканерских поэтов-диссидентов Питера Блюма, Ингрид Йонкер и самого себя с неверными любовниками, которые предали поэзию на африкаанс, простившись с ней.
С тех пор как в 1994 году свободные выборы свергли Национальную партию и положили конец апартеиду, статус африкаанс в ЮАР значительно снизился. Африкаанс превратился из языка, имеющего равный статус с английским языком в один из 11 официальных языков, что привело к возобновлению доминирования английского языка в публичной сфере. Попытки обратить вспять маргинализацию африкаанс были описаны как третье движение за африкаанс.

## Известные авторы
Среди известных авторов, пишущих или писавших на африкаанс, можно назвать имена: Андре Бринк и Брейтен Брейтенбах, Резу де Вет, Этьена Леру, Яна Раби, Ингрид Йонкер, Адама Смолла, Барто Смита и Криса Барнарда.
Премия Херцога является высшей наградой для южноафриканской литературы в целом, а также для литературы, написанной на африкаанс.